# Soprabolzano
Soprabolzano (Oberbozen in tedesco) è un piccolo centro in provincia di Bolzano, nel comune italiano di Renon in Alto Adige, sull'omonimo altopiano, a 1221 m s.l.m.

## Storia

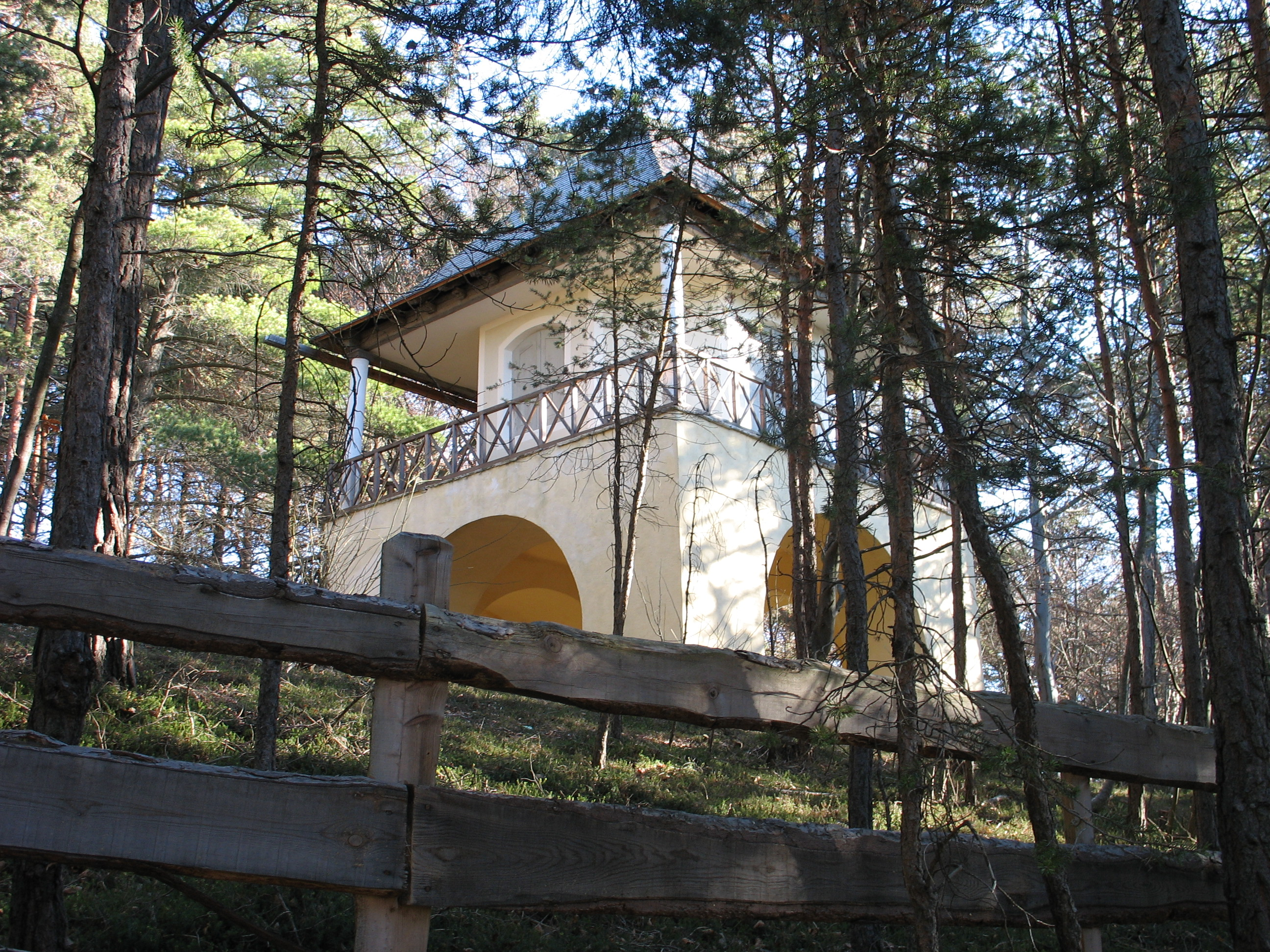
Esempio d'architettura patrizia: la Gloriette della famiglia Menz a Soprabolzano

È una località di villeggiatura, già in voga agli inizi del Novecento.
Il toponimo è attestato, nei registri notarili di Jakob Haas, come Oberpoazen ̟nel 1237 e nel 1242 e come Oberbotzen nel 1302 ed è stato italianizzato dal fascismo nel 1923 in Soprabolzano.
Da qui si gode di un panorama unico, che spazia dai ghiacciai delle Alpi Centrali alle Dolomiti.
Le passeggiate e i sentieri nel bosco, numerosi e ben segnalati, portano a masi alpini, pascoli, piramidi di terra e splendidi laghetti (il maggiore dei quali è il lago di Costalovara).
È collegata a Bolzano con una lunga funivia e dalla stazione a monte passa il caratteristico trenino che attraversa l'altopiano: da una parte si raggiunge Collalbo (Klobenstein), sede del comune, dall'altra il villaggio di Maria Assunta (Maria Himmelfahrt), luogo di villeggiatura del patriziato bolzanino sino dal 1600. Pare addirittura che il termine tedesco della "Sommerfrische" (la frescura estiva in altitudine) sia stato per la prima volta usato dalla borghesia bolzanina a Soprabolzano.
Nella vasta località si trovano sparse case patrizie delle famiglie più importanti di Bolzano, fra cui i Menz, i Walther von Herbstenburg, i conti Toggenburg, gli Amonn o gli Hepperger. Esse nel 1668 si riunirono in una ghilda propria di Schützen, denominata Oberbozner Schützen-Gesellschaft tuttora esistente e che detiene un proprio Tiro a segno adornato di preziose tavole di tiro (le cosiddette Schießscheiben).
Dal 1923 al 1938 il famoso antropologo Bronisław Malinowski, assieme alla moglie Elsie Masson e le loro tre figlie, stabilì a Soprabolzano la sua residenza estiva.
La chiesa parrocchiale del luogo, eretta tra il 1989 e il 1991, è dedicata al beato Rupert Mayer, antinazista cattolico.